# Psychologie in der DDR
Unter dem Begriff  Psychologie in der DDR (auch: DDR-Psychologie) werden die institutionelle Entwicklung der Psychologie und ihre Etablierung als Wissenschaft und in der beruflichen Praxis in der DDR behandelt. Dabei wird mehrheitlich aufgezeigt, dass es die einheitliche und spezifische "DDR-Psychologie" nicht gab, verschiedene Strömungen und Schulen mit unterschiedlicher und teilweise starker Einbindung in internationale Entwicklungen (z. B. Schulen von Friedhart Klix oder Winfried Hacker) existierten. Experimentelle naturwissenschaftlich orientierte Grundlagenpsychologie (z. B. Friedhart Klix am Institut der Humboldt-Universität zu Berlin und dem Bereich Grundlagen der Kybernetik am Zentralinstitut für Kybernetik und Informationsprozesse (ZKI) der Akademie der Wissenschaften der DDR) waren ebenso vertreten wie Psychologische Methodik (Lothar Sprung), Psychologische Diagnostik (Jürgen Guthke, Uwe Schaarschmidt), Arbeits- und Ingenieurpsychologie (Werner Straub, Winfried Hacker), Klinische Psychologie (Johannes Helm, Hans-Dieter Rösler), Medizinische Psychologie (Hans Szewczyk), Entwicklungspsychologie (Hans-Dieter Schmidt) oder eher gesellschaftswissenschaftlich orientierte Psychologie (Sozialpsychologe, Persönlichkeitspsychologe, Pädagogische Psychologie vorwiegend in Leipzig und Jena und an der Akademie der Pädagogischen Wissenschaften der DDR (APW) Berlin; Hans Hiebsch, Manfred Vorwerg, Adolf Kossakowski, Joachim Lompscher).
Die Ausbildung zum Diplompsychologen war an den Universitäten Berlin, Leipzig, Dresden und Jena möglich. Es galt faktisch ein Numerus clausus und es erfolgte eine Auswahl nach fachlichen und politischen Kriterien.
Der politische Psychologie- und Psychiatriemissbrauch, Anpassung und Widerstand sind Gegenstände der Aufarbeitung der DDR-Vergangenheit.

## Institutionelle Entwicklung
1954 schlossen sich gut dreißig klinische Psychologen zur Arbeitsgemeinschaft der Psychologen im Gesundheitswesen der DDR zusammen. Ab 1960 erfolgte die Interessenvertretung durch die Gründung wissenschaftlicher Gesellschaften:
- 1960: Gesellschaft für ärztliche Psychotherapie der DDR
- 1962: Gesellschaft für Psychologie der DDR

Sie standen im Kontakt mit der Sektion Medizinische Psychologie der Gesellschaft für Psychiatrie und Neurologie der DDR (1949)
und dem Wissenschaftlichen Rat für Psychologie der DDR (1977). Durch die Gesellschaft für ärztliche Psychotherapie der DDR und die Gesellschaft für Psychologie der DDR sowie im Direktstudium für Klinische Psychologie (ab 1963) wurden in der DDR Ausbildungsmöglichkeiten für bestimmte Formen der Psychotherapie geschaffen, welche Ende der 60er Jahre die Zulassung von Psychologen ermöglichte.
Erstes und bis zum Ende der DDR dominierendes Berufsfeld waren die Nervenkliniken, gefolgt von Kliniken der Inneren Medizin, Pädiatrie und Neurochirurgie. Mit dem Ausbau des Gesundheitswesens und zunehmender Absolventenzahl kamen im Laufe der Zeit Rehabilitationskliniken, geriatrische Einrichtungen, Beratungen für Alkoholiker sowie Erziehungs-, Ehe- und Sexualberatung dazu. Freie Niederlassungen gab es, wie bei den übrigen Ärzten, nicht. Die Zahl der klinischen Psychologen stieg bis 1990 kontinuierlich an. Nichtsdestoweniger konnte der steigende Bedarf nicht befriedigt werden. Im Gegensatz zu den Ärzten fehlten den klinischen Psychologen zunächst gesetzlich festgelegte Rechte und Pflichten.

1981 wurde analog zur Facharztausbildung der Medizin das Zertifikat "Fachpsychologe der Medizin" eingeführt, welches als 4- bis 5-jährige Weiterbildung von der Akademie für ärztliche Fortbildung organisiert wurde. Dies berechtigte ihn nach einer Verfügung des letzten Gesundheitsministers der DDR, „auf seinem Gebiet entsprechende Abteilungen in stationären oder ambulanten Gesundheitseinrichtungen eigenverantwortlich zu leiten oder eine freiberufliche Tätigkeit auszuüben“. Damit war die Rechtsstellung der Klinischen Psychologen im Gesundheitswesen in der DDR besser abgesichert als seinerzeit in der Bundesrepublik. Fachpsychologen der Medizin wurden später faktisch ohne intensive neue Weiterbildung auch als approbierte Psychotherapeuten in Gesamtdeutschland anerkannt.